# Wells-next-the-Sea
Wells-next-the-Sea ist eine Stadt und eine Verwaltungseinheit im District North Norfolk in der Grafschaft Norfolk, England. Wells-next-the-Sea ist 47,4 km von Norwich entfernt. Im Jahr 2011 hatte es 2165 Einwohner. Wells-next-the-Sea wurde 1086 im Domesday Book als Etduuella/Gu(u)ella/Guelle erwähnt.

## Persönlichkeiten
- Robert Tinkler (1775–1820), Seeoffizier; von 1787 bis 1789 das jüngste Besatzungsmitglied des durch die Meuterei bekannt gewordenen Segelschiffs Bounty